# Magyar orgonisták listája

## A–K
- Alföldy-Boruss Csilla orgonaművész Honlap
- Almásy László Attila (1962-) orgonaművész, egyházzenész forrás: Honlap
- Antalffy-Zsiross Dezső orgonaművész, zeneszerző
- Áchim Erzsébet orgonaművész
- Áment F. Lukács dr. OSB orgonaművész, egyházzenész
- Balatoni Sándor (1983-) orgonaművész, zeneszerző, karnagy forrás:
- Baróti István orgonaművész
- Bednarik Anasztázia (1964-) orgonaművész, tanár, egyházzenész forrás: Honlap
- Bence Gábor orgonaművész, egyházzenész
- Bundzik Tímea orgonaművész-tanár
- Czieser Jakab orgonaművész (1736. november 20. - 1773. július 7.)
- Csanádi László (1954-) orgonaművész forrás:
- Dankos Attila orgonaművész Honlap Archiválva 2019. november 5-i dátummal a Wayback Machine-ben
- Dávid István (1949-) orgonaművész Honlap
- Deák László (1966-) orgonaművész forrás: Archiválva 2022. július 25-i dátummal a Wayback Machine-ben

Honlap Archiválva 2020. november 29-i dátummal a Wayback Machine-ben
Dumbaridisz Imre László orgonaművész
- Elekes Zsuzsa (1955-) orgonaművész forrás:
- Elischer Balázs orgonaművész Honlap
- Ella István orgonaművész Honlap
- Enyedi Pál orgonaművész, egyházzenész, organológus
- Erdődy János orgonaművész
- Fassang László (1973-) orgonaművész forrás:  Honlap
- Fekete Nándor orgonaművész Honlap
- Finta Gergely orgonaművész
- Francisci János orgonaművész, karnagy, ev. egyházzenész[1]
- Gárdonyi Zsolt (1946-) orgonaművész, egyházzenész, zeneszerző Honlap
- Gedai Ágoston (1992-) orgonaművész forrás:
- Gergely Ferenc Kossuth-díjas orgonaművész, organológus, kántor
- Hajdók Judit orgonaművész
- Hegedűs Gábor (1987-) orgonista, 2023-tól a kalocsai Nagyboldogasszony-Főszékesegyház orgonistája
- Hock Bertalan (1953-) orgonaművész
- Istvánffy Benedek zeneszerző, karnagy, orgonista
- Kalocsay Károly orgonaművész
- Kapitány Dénes (1974-) orgonaművész Honlap
- Karasszon Dezső orgonaművész (1952-) forrás:
- Karosi Bálint (1979-) orgonaművész forrás:  Honlap
- Kádár Sándor (1982-) orgonaművész
- Kájoni János orgonista, orgonaépítő, zenegyűjtő és énekszerző pap
- Kály-Kullai Rita orgonaművész, a Szent Ferenc sebei templom kántora, tanár a Patrona Hungariae Katolikus Iskolaközpontban
- Kárpáti József orgonaművész
- Kecskés Mónika orgonaművész Honlap Archiválva 2020. november 29-i dátummal a Wayback Machine-ben
- Kerekes Sándor orgonaművész
- Király Csaba (1965-) zongora- és orgonaművész forrás:  Honlap
- Kiss Zoltán (1964-) orgonaművész Honlap
- Kiss Zsolt, a Pannonhalmi Főapátság orgonaművésze (1979-)
- Kistétényi Melinda orgonaművész, egyházzenész
- Koloss István zeneszerző, orgonaművész
- Kopeczky Alajos karnagy, orgonamüvész (1907-2001)
- Kosóczki Tamás (1979-) orgonaművész forrás: Honlap
- Kovács Endre orgonaművész, komolyzenei koncertrendező és szerkesztő
- Kovács Szilárd (1976-) orgonaművész forrás: Honlap
- Kuzma Levente orgonaművész [www.kuzma-levente.hu Honlap]

## L–Z
- Leányfalusi Vilmos orgonaművész, Kalocsai Főszékesegyház karnagya (1937-2023)
- Lehotka Gábor orgonaművész (1938-2009)
- Mali Katalin (1977-) orgonaművész Honlap
- Márkuj Péter orgonista Honlap
- Méhes Balázs (1973-) orgonaművész forrás:Honlap
- Mészáros Zsolt Máté orgonaművész Honlap
- Miskolczi Katalin orgonaművész forrás:
- Monostori Ferenc (1986-) orgonaművész Honlap
- Németh Csaba orgonaművész
- Pálúr János orgonaművész, a budapesti Liszt Ferenc Zeneművészeti Egyetem orgona- és improvizáció tanára Honlap
- Rákász Gergely orgonista Honlap
- Révész László (1962-) orgonaművész Honlap
- Réz Lóránt orgonaművész [15]
- Rostetter Szilveszter (1957-) orgonaművész Honlap
- Ruppert István orgonaművész Honlap Archiválva 2021. február 27-i dátummal a Wayback Machine-ben
- Sárosi Dániel (1981-)orgonaművész[2] Honlap
- Sulyok Imre (1912-2008) orgonaművész, zeneszerző, zenetörténész [16]
- Szabó Balázs (1985-) orgonaművész, mesterharmóniumművész, orgonaszakértő, a Liszt Ferenc Zeneművészeti Egyetem organológusa Honlap
- Szathmáry Lilla (1944-) orgonaművész [17]
- Szamosi Szabolcs (1970-) orgonaművész [18]
- Szigeti Krisztián (1913-1981) orgonaművész Honlap [19]
- Szotyori Nagy Gábor orgonaművész
- Sztahura Ágnes (1978-) orgonaművész, egyházzenész Honlap
- Teleki Miklós orgonaművész Honlap
- Tóka Szabolcs orgonaművész
- Vadász Attila orgonaművész
- Varga Petra (1968-) orgonaművész, zongoratanár [20]
- Varnus Xavér (1964-) orgonaművész
- Virágh András orgonaművész Honlap
- Virágh András Gábor (1984-) orgonaművész, zeneszerző
- Várhelyi Antal (1907-1978) orgonaművész
- Wagner Szilárd egyházzenész, orgonaszakértő
- Zalánfy Aladár (1887-1959) orgonaművész, orgonaszakértő, zenepedagógus
- Zászkaliczky Tamás (1943-) orgonaművész Honlap